# Drapeau de Buffalo (New York)
Le drapeau de Buffalo est un drapeau bleu marine qui contient un grand emblème central composé du sceau de la ville avec 13 "éclairs électriques" (représentés comme des éclairs) et des étoiles blanches à 5 branches espacées qui en émanent.

## Histoire
Suite à une demande de l'éditeur de la ville de New York, la Julius Bien Company, de fournir une copie du graphique de la bannière pour une œuvre représentant les drapeaux des grandes municipalités, le maire Louis P. Fuhrmann et le commissaire aux Travaux publics, Francis G. Ward, ont proposé un design. Le premier drapeau de la ville était composé du sceau de la ville superposé aux armoiries de l'État en bleu sur un fond de couleur chamois.

## Sceau du drapeau
Bien que le Conseil commun ait adopté une ordonnance décrivant le sceau officiel de la ville et son drapeau, le sceau décrit n'était pas celui inclus sur la bannière. À l'époque, plusieurs sceaux étaient utilisés par divers fonctionnaires de la ville. Le sceau représenté sur le drapeau était en fait le sceau utilisé par le maire. Il y a quelques différences, la plus flagrante étant la légende entourant le cercle qui dit "Sceau de la ville de Buffalo" au lieu de "Ville de Buffalo, incorporée en 1832."Le sceau du maire représente également deux mules, inexistantes dans la version commune du Conseil, tirant le bateau fluvial dans la direction opposée décrite par le conseil. Le grand navire et la jetée sont également complètement différents.

## Drapeau actuel
En 1922, le maire Frank X. Schwab fit remarquer au Conseil communal que le drapeau ne représentait pas suffisamment la ville et proposa un concours pour un nouveau drapeau. Après que le concours n'ait pas réussi à produire un design gagnant, un nouveau concours a été proposé avec une récompense plus substantielle. Soixante-treize dessins ont été soumis et le Comité d'urbanisme avec la contribution de l'Académie des Beaux-Arts a sélectionné le nouveau drapeau en fonction de sa simplicité et de son caractère distinctif. La récompense de 250 $ a été remise à l'architecte local Louis Greenstein. Le drapeau a été adopté le 7 mai 1924 et dédié à la ville le jour du drapeau suivant, le 14 juin 1924.
La maison de Louis Greenstein se trouve encore aujourd'hui au 64 Tudor Place et Cleveland en face de la Nardin Academy.

## Symbolisme
le drapeau de la ville est destiné à illustrer l'énergie et le zèle derrière l'esprit du Buffle. Selon le maire de l'époque, Frank X. Schwab, cela signifie l'amour et l'admiration que les Buffaloniens ont pour leur ville.
Les treize étoiles signifient le statut de New York comme l'une des Treize colonies originales. Le nombre correspondant de flashs électriques célèbre Buffalo comme l'une des premières villes à déployer largement le service électrique.Le sceau au centre contient un phare et un bateau, représentant l'endroit important de Buffalo en tant que centre commercial sur le lac Érié et le canal Érié.